# Batman: el misterio de Batimujer
Batman: El misterio de Batimujer (Batman: Mystery of the Batwoman) es un largometraje animado basado en el popular personaje de ficción Batman.

## Argumento
El Pingüino y Rupert Thorne llevan a cabo un negocio ilegal para vender armamento de última tecnología a criminales, ocultos tras la fachada de una empresa de transporte de pasajeros. Pero sus planes se ven truncados con la llegada a Gotham de una nueva vigilante: Batwoman. Con un equipo de artefactos de alta tecnología y poderosos golpes, Batwoman demuestra ser una asombrosa justiciera.
Cuando Thorne y El Pingüino ven que sus planes pueden arruinarse con la aparición de Batwoman, contratan a Bane para eliminar a la nueva justiciera, pagándole con los fondos que reciben de un subsidio del Gobierno Nacional.

## Comentarios
Batman: El misterio de Batwoman es una película animada basada en la serie de animación "Las Nuevas Aventuras de Batman", secuela de la serie ganadora de dos Premios Emmy "Batman: La serie animada". Así mismo, es la cuarta película animada derivada de dicha serie. Esta película fue lanzada directa a vídeo y DVD en EE. UU. en octubre de 2003 y en Gran Bretaña en enero de 2004.

## Curiosidades
- Esta sería la segunda vez que Rupert Thorne contrata a Bane, la primera vez fue en el episodio "Bane" de Batman: The Animated Series.
- El 12 de marzo de 2013, se lanzó la cinta en el formato Blu-ray.
- Los acontecimientos de esta película tienen lugar antes de los sucesos de Batman Beyond: Return of the Joker, a pesar de que Robin se retrata un poco mayor aquí que en la otra película.
- Sonia Alcana parece haber reemplazado a Renee Montoya como socia de Harvey Bullock. Extrañamente, Sonia usa ropa similar: pantalón gris, top negro y una pistolera.
- La conversación que Barbara Gordon tiene en el teléfono con Bruce explora la relación entre Bruce y Barbara; esta relación fue presentada por primera vez en el episodio de Batman Beyond, "A Touch of Curaré". Aquí Barbara muestra sus intereses románticos hacia Bruce, que le hace sentir incómodo, aunque la falta de sorpresa por parte de Alfred, implica que esta no es la primera vez que Barbara coquetea con Bruce.
- Bruce dice al Pingüino de la última vez que se vieron, se robó el plutonio de Laboratorios Wayne y amenazó con volar Gotham City. Esto ocurrió fuera de la pantalla , presumiblemente en algún momento antes de la renovación.
- En esta película, el traje de Batman ha recibido un ligero rediseño, el cual destaca todas sus partes negras, de forma similar al diseño de Batman en la serie Justice League.
- A pesar de que utiliza modelos de los personajes de la serie, el estilo de animación utilizada en esta película es un poco diferente a la de The New Batman Adventures.
- El nombre de Kathy Duquesne está mal escrito "Duquesnes" en la computadora de Batman.
- El símbolo de murciélago usado por Batwoman, se asemeja al utilizado en el traje de Batman de Terry McGinnis y el traje del Batman de Lord Justicia, además es utilizado por la actual Batwoman en los cómics.
- Los Duquesnes viven en el edificio Tarnower, que se introdujo en el episodio "Mudslide" de Batman: The Animated Series.
- Esta película cuenta con las últimas apariciones de Rupert Thorne y Pingüino en el DCAU. Mientras que en el episodio de Batman Beyond, "The Winning Edge" se revela que después de lo que pasó en esta película, Bane huyó a Sudamérica y siguió preparando Venom hasta que ya no pudo prepararlo.
- La cantante pop Cherie (Cyndi Almouzni) hace un cameo en Iceberg Lounge y canta el tema principal de la película titulado "Betcha Neva".
- Kathy Duquesne (pronunciese "du-kane") es llamada así en homenaje a Kathy Kane, la Batwoman original en los cómics. En uno de los extras, los escritores revelaron que ellos al principio iban a llamar a Batwoman, Kathy Kane.
- Esta película marca la última colaboración de Tara Strong como Barbara Gordon/Batgirl en el DCAU, posteriormente, retomaría este rol para la película Batman: The Killing Joke.

## Reparto
| Actor                    | Papel                          |
| ------------------------ | ------------------------------ |
| Kevin Conroy             | Bruce Wayne / Batman           |
| Efrem Zimbalist, Jr.     | Alfred Pennyworth              |
| Tara Strong              | Barbara Gordon                 |
| Bob Hastings             | Comisario Jim Gordon           |
| Robert Costanzo          | Detective Harvey Bullock       |
| Roberto Travi            | Oswald Cobblepot / The Penguin |
| Eli Marienthal           | Tim Drake / Robin              |
| John Vernon              | Rupert Thorne                  |
| Héctor Elizondo          | Bane                           |
| Kevin Michael Richardson | Carlton Duquesne               |
| Kelly Ripa               | Dr. Roxanne "Rocky" Ballantine |
| Kimberly Brooks          | Kathleen "Kathy" Duquesne      |
| Elisa Gabrielli          | Detective Sonia Alcana         |
| Kyra Sedgwick            | Voz de Batimujer               |
| Natalie Rushman          | Selina Kyle                    |
| Cherie                   | Cantante del Iceberg Lounge    |